# Johannes Greber

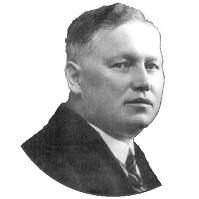
Johannes Greber

Johannes Greber (1876 - 1944) was een van oorsprong Duitse priester. Hem werd via een geest of medium te kennen gegeven dat er in de "originele" door de vele roomse en protestantse kerken gebruikte Bijbelvertalingen nogal wat (bewust) aangebrachte fouten zitten. Zo is er onderscheid te maken in verkeerde woorden of zinnen, weglatingen of juist toevoegingen. Met die wetenschap en op het spoor gezet door die geest is Greber een volledig eigen Duitse vertaling van het Nieuwe Testament begonnen vanuit de bronteksten, die ook in het Nederlands beschikbaar is. 
Roelof Tichelaar heeft hierover een boekje geschreven onder de titel "Het Nieuwe Testament bij nader inzien" (ISBN 90 73798-57-4). In 1994 is de geschiedenis van Johannes Greber als autobiografie in het Nederlands verschenen onder de titel "Omgang met Gods geestenwereld: Zijn wetten en zijn doel persoonlijke ervaringen van een R.K. priester" (ISBN 9062715354).
- Bibsys: 9029116
- Bibliothèque nationale de France: cb15008862j (data)
- Gemeinsame Normdatei: 128645075
- International Standard Name Identifier: 0000 0001 1702 1586
- Nederlandse Thesaurus van Auteursnamen: 071208348
- Système universitaire de documentation: 111202191
- Virtual International Authority File: 122012519
- WorldCat: E39PBJdRvpfhYjJgFGyK3JXPQq